# Błoszczynci (rejon białocerkiewski)
Błoszczynci (ukr. Блощинцi) – wieś na Ukrainie, w obwodzie kijowskim, w rejonie białocerkiewskim. Do 2020 również w tym rejonie.
Pod koniec XIX w. wieś Błoszczyńce w powiecie wasylkowskim, w gminie Błoszczyńce.

## Urodzeni
- Romuald Wermiński
- Wanda Wermińska